# Tricimba pinguiseta
Tricimba pinguiseta är en tvåvingeart som beskrevs av Ismay 1993. Tricimba pinguiseta ingår i släktet Tricimba och familjen fritflugor. Inga underarter finns listade i Catalogue of Life.